# Katedra w Bernie
Katedra w Bernie (niem. Berner Münster) – największy kościół w Bernie i w Szwajcarii. Budowla rozpoczęta w stylu późnogotyckim została ukończona dopiero w XIX w., w stylu neogotyckim. Po reformacji kościół stał się świątynią parafii protestanckiej. 
Budowę kościoła rozpoczęto w 1421. Zleceniodawcą budowy było miasto Berno jak i zakon krzyżacki. Ponadto budowę finansowały bogate rodziny berneńskie jak i cechy rzemieślnicze. Świątynię poświęcono św. Wincentemu z Saragossy.

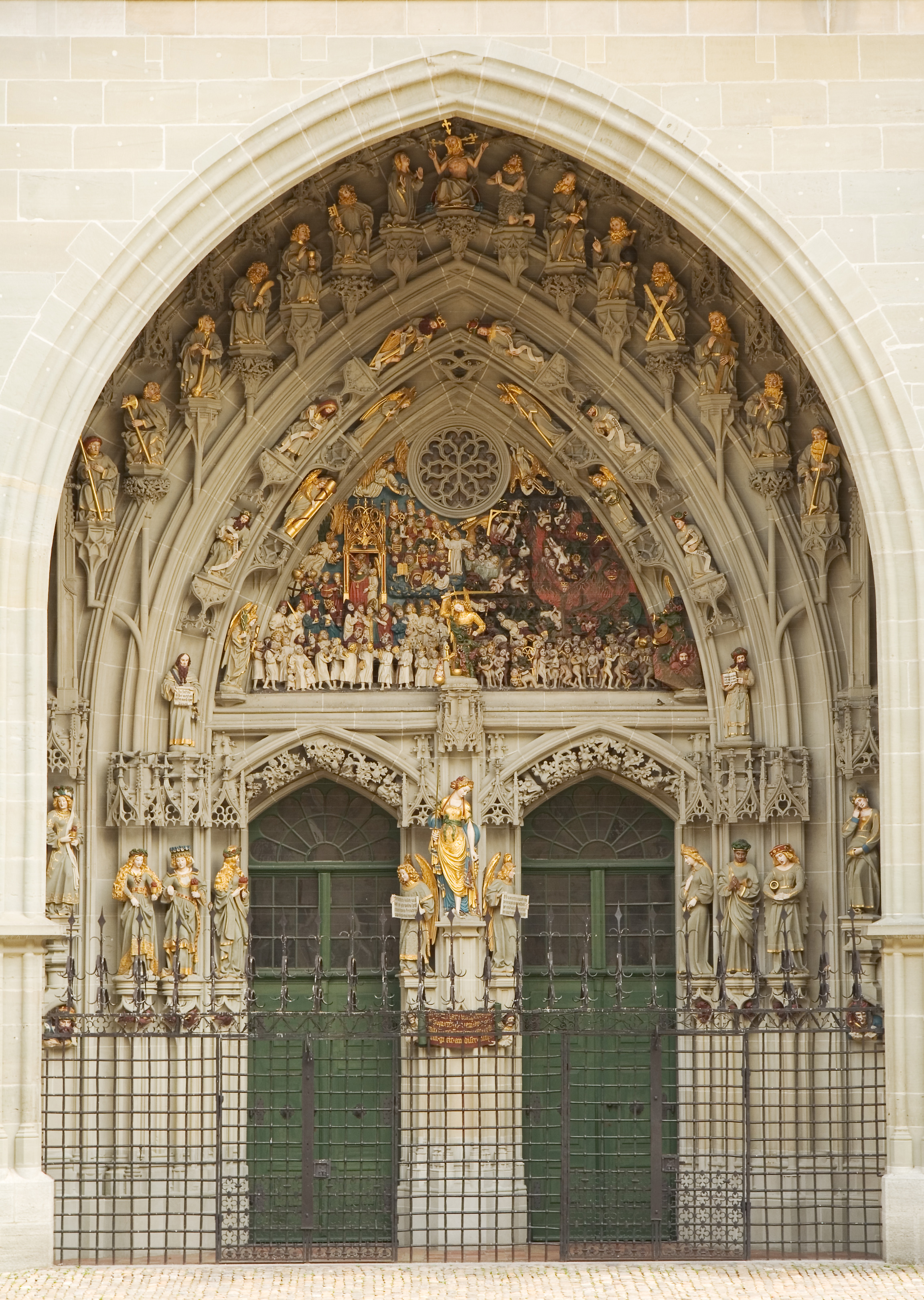
Portal

Do najważniejszych architektonicznie elementów kościoła należą:
- portal z 234 figurami z piaskowca, przedstawiającymi scenę Sądu Ostatecznego;
- neogotycka wieża, mierząca 100,5 m, która jest najwyższą wieżą kościelną Szwajcarii;
- 9 dzwonów, z których największy waży ok. 10 t;
- późnogotyckie witraże wysokości 12 m;
- organy pochodzące z 1726 roku[2];
- 12 kaplic[3].

Na platformę widokową wokół katedry można dojechać windą Mattelift.